# Melanophryniscus spectabilis
Melanophryniscus spectabilis é uma espécie de anfíbio da família Bufonidae. Endêmica do Brasil, onde pode ser encontrada nas bacias dos rios Irani, Ariranha, do Engano e Jacutinga, no oeste do estado de Santa Catarina.